# عباس أباد (دماوند)
عباس أباد (بالفارسية: عباس‌آباد) هي مستوطنة تقع في قسم مهر أباد الريفي في إيران. يقدر عدد سكانها بـ 68 نسمة .